# Noordhornerga
Noordhornerga is een gehucht in de gemeente Westerkwartier even ten westen van dit dorp in de Nederlandse provincie Groningen.
Het plaatsje bestaat uit enkele boerderijen in de hoek tussen het Hoendiep en het Van Starkenborghkanaal, die allen aan de Gaweg zijn gelegen. Tussen 1981 en 2007 was op nr. 12 seksclub 'Oase' gevestigd, waarna homoseksclub 'Ozz-Extreme' er nog een jaar gevestigd was.
Het pand is in 2001 door brand verwoest, waarna het daarna is herbouwd. Het was het enige pand in de gemeente Zuidhorn dat bekend was als prostitutiegelegenheid/persoonlijke dienstverlening. Sinds 2009 is het in particulier bezit.
De streek waarin het ligt wordt ook wel De Bril (oud-Fries voor drassig land) genoemd (waar de Briltil naar is genoemd). Ten westen van Noordhornerga ligt de watergang de Katerhals. Nabij het gehucht ligt de Gabrug, de laatste brug over het Hoendiep. De plek rondom deze brug en ten noorden van het Van Starkenborghkanaal wordt Noordhornertolhek genoemd.

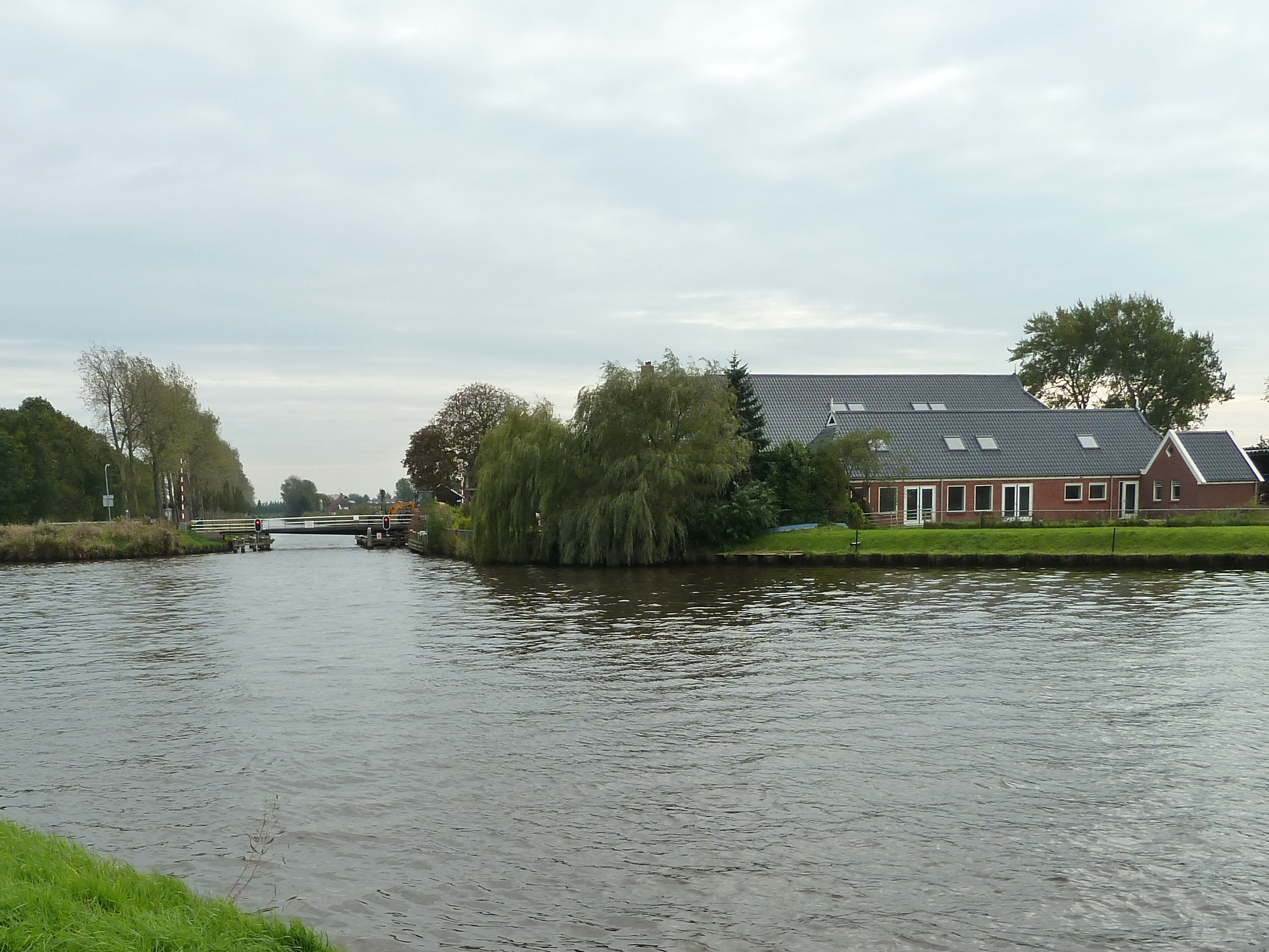
Gabrug gezien vanaf Noordhornertolhek aan overzijde van het Van Starkenborghkanaal